# Полуда Анатолій Михайлович
Анатолій Михайлович Полуда (25 вересня 1953) — український зоолог і еколог, орнітолог, фахівець з міграцій птахів і охорони цих тварин, кандидат біологічних наук (1984), керівник Українського центру кільцювання птахів, старший науковий співробітник Інституту зоології НАН України. Автор понад 150 наукових праць, зокрема статей у таких провідних міжнародних виданнях як «Journal of Ornithology», «Oecologia» та «Ringing and Migration». Брав участь у створенні «Національного атласу України» (2007) та «Червоної книги України» (2009).

## Життєпис
Народився 25 вересня 1953 біля військового полігону Капустин Яр (Астраханська область), у будівництві якого брав участь його батько. Більша частина дитинства пройшла в місті Вишгород (Київська область). Протягом 1970—1975 років навчався на біологічному факультеті Київського університету, закінчив кафедру зоології хребетних, де його вчителями були такі відомі науковці, як О. Б. Кістяківський, Л. О. Смогоржевський і О. П. Корнєєв. З перших місяців навчання входив до складу дружини охорони природи Київського університету і очолював її протягом 1973—1974 років. Ще з 4 курсу працював лаборантом у Інституті зоології АН УРСР і згодом залишився працювати у цій установі. У 1976 році організував орнітологічний стаціонар «Лебедівка» на Київському водосховищі біля міста Вишгород, що проіснував до 2001 року. На цьому стаціонарі проводився відлов і кільцювання птахів, за 25 років тут було закільцьовано понад 230 тисяч птахів 98 видів. У 1984 році А. М. Полуда захистив кандидатську дисертацію на тему «Особливості сезонних міграцій птахів у районі Київського водосховища». У травні 1992 року в Інституті зоології було створено Український центр кільцювання птахів, який з того часу очолює Анатолій Михайлович. Брав участь у багатьох наукових експедиціях, зокрема у Середню Азію, Алтай, Африку тощо.